# Song Jiaoren

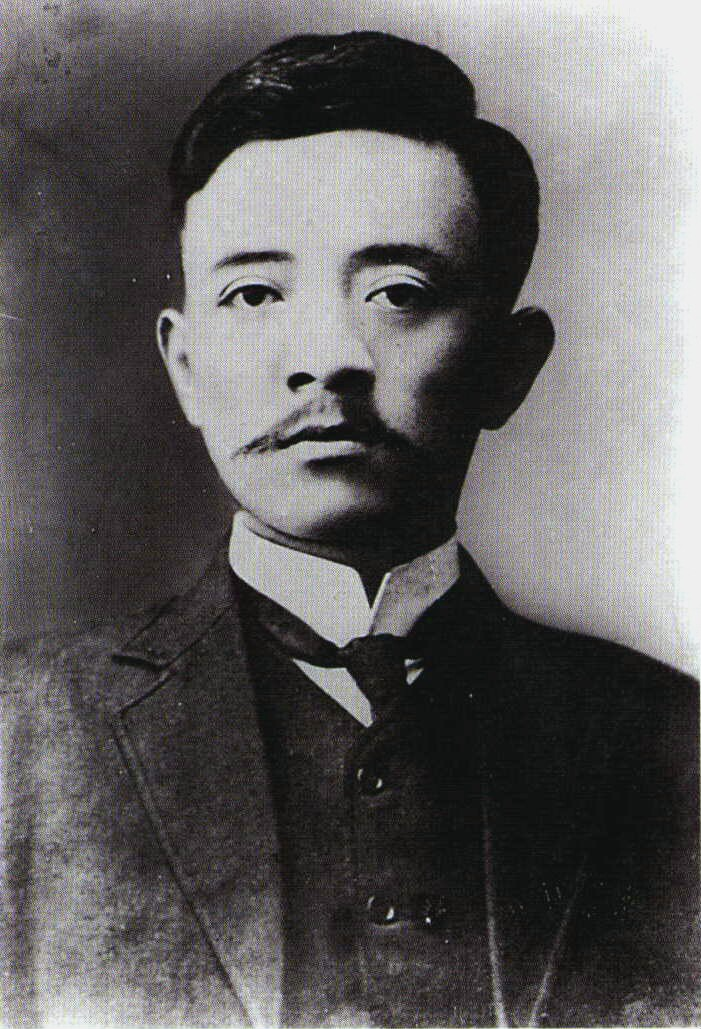
Song Jiaoren

Song Jiaoren (chinesisch 宋教仁, Pinyin Sòng Jiàorén, W.-G. Sung Chiao-jen, Geburtsname Liàn (鍊), Höflichkeitsname Dùnchū (鈍初); * 5. April 1882, Provinz Hunan; † 22. März 1913 in Shanghai) war ein chinesischer Revolutionär und Politiker sowie Mitbegründer der Tongmenghui und der Guomindang, deren erster Präsident er war. Er starb 1913 an den Folgen eines Attentats.

## Leben
Am 20. August 1905 gründete er in Tokio gemeinsam mit Sun Yat-sen die auf die Beseitigung der Qing-Dynastie und die Errichtung einer Republik zielende Vereinigung Tongmenghui (Revolutionäre Chinesische Allianz). Nach der Ausrufung der Republik China durch Sun Yat-sen (1. Januar 1912) führte Song im August die Umwandlung der Tongmenghui in die Zhongguo Guomindang (Chinesische Nationalpartei) durch. Bei den Wahlen zur ersten chinesischen Nationalversammlung im Februar 1913 führte er diese zum Sieg und war somit Favorit für den Posten des Premierministers.
Bevor es dazu kam, wurde er am 20. März 1913 auf dem Bahnhof von Shanghai von einem Attentäter angeschossen und erlag zwei Tage später seinen Verletzungen. Als Hintermann des Attentats galt der provisorische Präsident der Republik, Yuan Shikai, der danach das Parlament auflöste, eine Präsidialdiktatur ausübte und sich später zum Kaiser ernannte.